# O Pino
O Pino (galicisch und offiziell; spanisch El Pino) ist ein Municipio, eine Parroquia und ein Ort in der Provinz A Coruña der Autonomen Gemeinschaft Galicien im Norden von Spanien. Die 4.581 Einwohner (Stand: 2024) leben auf eine Fläche von 132,15 km², der Ort liegt 76,70 Kilometer von der Regierungshauptstadt A Coruña entfernt.

## Geschichte
Sehr wahrscheinlich haben bereits in der Bronzezeit Menschen hier gelebt. Ausgrabungen, die dies belegen sollen, werden aktuell (2012) nahe der Ortschaft San Lourenzo de Pastor durchgeführt.
Die Besiedelung der Region ist bis zur Zeit der Römer nachgewiesen. Die Römische Brücke bei A Ponte Puñide ist noch heute beinahe im Originalzustand erhalten und war ein wichtiger Punkt an der Römischen Heerstraße von Braga nach Astorga. Nahe der Brücke soll auch eine römische Siedlung gewesen sein, nach der jedoch noch immer gesucht wird.

## Sehenswürdigkeiten
- Kloster Sobrado (Santa María de Sobrado) aus dem 10. Jahrhundert
- Pfarrkirchen der Parroquias bieten einen Einblick in die religiöse Architektur der Region
- Römische Brücke  bei „A Ponte Puñide“ (datiert auf 360/70)
- Zahlreiche Bauwerke von Hórreos der Bauernhöfe über Landhäuser und Burgen sind in der Gemeinde verstreut

## Am Jakobsweg
Der Camino Francés führt seit alters her durch die Gemeinde, was deutliche Spuren hinterlassen hat. Zahlreiche Pilgerherbergen befinden entlang des Weges.

## Demografie
Legende: El Pino___O Pino

Quelle: INE-Archiv - grafische Aufarbeitung für Wikipedia

## Gemeindegliederung
Die Gemeinde O Pino ist in 13 Parroquias gegliedert:
| Parroquias              | Patrozinium  | Einwohner 2024 | Fläche km² | Dichte Einw./km² | Höhe msnm | Ortskennzahl |
| ----------------------- | ------------ | -------------- | ---------- | ---------------- | --------- | ------------ |
| Arca                    | Santaia      | 1.314          | 14,74      | 89               | 287       | 15066010000  |
| Budiño                  | Santa María  | 308            | 12,27      | 25               | 319       | 15066020000  |
| Castrofeito             | Santa María  | 455            | 11,12      | 41               | 316       | 15066030000  |
| Cebreiro                | San Xiao     | 186            | 6,47       | 29               | 377       | 15066040000  |
| Cerceda                 | San Miguel   | 303            | 7,47       | 41               | 355       | 15066050000  |
| Ferreiros               | San Breixo   | 338            | 10,49      | 32               | 0         | 15066070000  |
| Gonzar                  | Santa María  | 402            | 14,27      | 28               | 285       | 15066080000  |
| Lardeiros               | San Xiao     | 295            | 10,17      | 29               | 333       | 15066090000  |
| Medín                   | Santo Estevo | 189            | 9,93       | 19               | 340       | 15066100000  |
| Pastor                  | San Lourenzo | 131            | 7,76       | 17               | 402       | 15066110000  |
| Pereira                 | San Miguel   | 259            | 8,44       | 31               | 283       | 15066120000  |
| O Pino                  | San Vicenzo  | 179            | 11,56      | 15               | 358       | 15066130000  |
| San Mamede de Ferreiros | San Mamede   | 194            | 7,07       | 27               | 0         | 15066060000  |

## Wirtschaft
| Ackerbau, Viehzucht und Fischerei                                                  | 0243  | 012,21 |
| Industrie                                                                          | 0237  | 011,91 |
| Bauwirtschaft                                                                      | 0191  | 019,60 |
| Dienstleistungsbetriebe                                                            | 1.319 | 066,28 |
| Total                                                                              | 1.990 | 100,00 |
| * Daten aus dem Statistischen Amt für Wirtschaftliche Entwicklung in Galicien, IGE |       |        |